# 4 Dywizja Kozaków Dońskich
4 Dywizja Kozaków Dońskich (ros. 4-я Донская казачья дивизия) – dywizja kawalerii Armii Imperium Rosyjskiego sformowana z Kozaków dońskich.

## Organizacja dywizji (1882-05.1894)
- 1 Brygada
  - 19 pułk Kozaków Dońskich
  - 24 pułk Kozaków Dońskich
- 2 Brygada
  - 25 pułk Kozaków Dońskich
  - 26 pułk Kozaków Dońskich

## Znani dowódcy
- generał major Michaił Teleszow (Михаил Николаевич Телешов) – dowódca 4 Dywizji Kozaków Dońskich w okresie wojny rosyjsko-japońskiej, za udział w tej wojnie nagrodzony Orderem św. Włodzimierza IV klasy z mieczami[1], później w Armii Czerwonej
- generał major Fiodor Abramow (Федор Федорович Абрамов, 1848-1910) – służbę w wojsku carskim rozpoczął jako uczestnik pacyfikacji powstania styczniowego, od 20.07.1904 r. dowódca 2 brygady 4 Dywizji Kozaków Dońskich, w 1905 r. tymczasowy dowódca 4 Dywizji Kozaków Dońskich[2]
- generał major świty(inne języki) (od 6.05.1916 – generał porucznik), hrabia Michaił Nikołajewicz von Grabbe (Михаил Николаевич фон Граббе) –  24.01.1915 – 8.05.1916

## Szefowie sztabu
- 20.07.1904 – 18.07.1905 – płk Nikołaj Filimonow (Николай Григорьевич Филимонов)
- 17.09.1905 – 14.05.1907 – ppłk (od 6.12.1906 płk) Fiodor Abramow (Фёдор Фёдорович Абрамов)
- 7.09.1915 – po 1.01.1916 – płk Aleksandr Awietisow (Александр Григорьевич Аветисов)
- 1916 – ? – generał major Machow

## Sztandar
Sztandar 4 Dywizji Kozaków Dońskich wykonany był z żakardowego jedwabiu. Na błękitnym płacie znajdowała się ikona Archanioła Michała i św. Dymitra Sołuńskiego. Weksylium dywizja otrzymała od Dońskiego Towarzystwa Handlowego przed wyruszeniem na wojnę rosyjsko-japońską.

## Działania wojenne
Najbardziej znany jest udział dywizji w wojnie rosyjsko-japońskiej (1904-1905): bitwa nad Sha He (5-17 października 1904), nieudany, ale legendarny, rajd na Yingkou, za rzekę Liao He (набег на Инкоу, 30 grudnia 1904 – 16 stycznia 1905), bitwa pod Sandepu (25-29 stycznia 1905).

## Kontynuacje i nawiązania
W Armii Dońskiej (biali) także istniała 4 Dywizja Kozaków Dońskich (d-ca generał major Siergiej Pozdnyszew, Сергей Дмитриевич Позднышев), wchodząca w skład 4 Korpusu Dońskiego.
Miano 4 Dońskiej Kozackiej Dywizji Orderu Lenina, Czerwonego Sztandaru i Orderu Czerwonej Gwiazdy im. tow. Woroszyłowa (4 Донская казачья ордена Ленина Краснознаменная ордена Красной Звезды дивизия имени т. Ворошилова) otrzymała też 21.04.1936 dywizja kawalerii Armii Czerwonej, wcześniej znana jako 4 Piotrogrodzka Dywizja Kawalerii (4 Петроградская кавалерийская дивизия, od 14.03.1919), sformowana w 1918, od 30.01.1919 jako Samodzielna Dywizja Kawalerii 10 Armii (Отдельная кавалерийская дивизия 10-й армии). Wiosną 1941 z 4 Dońskiej Kozackiej Dywizji Kawalerii utworzono 210 Dywizję Zmotoryzowaną.